# 帕梅拉·哈特根
帕梅拉·哈特根（英語：Pamela Hartigan，1948年4月26日—2016年8月12日）是牛津大學賽德商學院史科爾社會創業中心主任。 她也是Volans風險投資的創始合夥人。

## 教育背景
哈特根從喬治城大學外交學院和布魯塞爾的歐洲學院獲得國際經濟學本科和研究生學位。 她擁有美國大學教育學碩士學位和美國天主教大學的人類發展心理學博士學位。

## 職涯發展
哈特根花了十多年時間支持社區組織並在華盛頓特區與青年一起工作。她曾擔任世界衛生組織多個計劃和部門的主任，包括婦女、健康和發展計劃，健康促進部，及暴力和傷害預防部。
2000年10月，哈特根成為施瓦布社會企業家基金會的第一任常務董事。
2008年，哈特根合著了“不合理的人的力量：社會企業如何創造改變世界的市場”這本書。

## 外部連結
- Podcast Interview with Pamela Hartigan Social Innovation Conversations, February 16, 2008
- Dr Pamela Hartigan (1948–2016) Obituary by Saïd Business School, August 12, 2016